# BMW 5er Gran Turismo
Der BMW 5er Gran Turismo (kurz: BMW 5er GT; interne Bezeichnung: F07) ist eine zwischen 2009 und 2017 gebaute Schräghecklimousine von BMW. Er wird allgemein der Oberen Mittelklasse zugeordnet, von BMW jedoch als Oberklasse-Fahrzeug bezeichnet. Technisch stammt der 5er GT vom 7er (F01) und 5er (F10) (PL6-Plattform) ab, wodurch er eigentlich zwischen beiden angesiedelt ist.

## Modellgeschichte

### Allgemeines
Bereits 2007 gingen Vermutungen zu einem noch nicht konkreten Fahrzeugkonzept mit dem Namen „Progressive Activity Sedan“ (PAS) durch die Medien, das im Modelljahr oder Kalenderjahr 2010 auf den Markt kommen solle. Anfang 2009 wurden erstmals Fotos des seriennahen BMW Concept 5 Series Gran Turismo, das später auf dem Genfer Auto-Salon desselben Jahres öffentlich gezeigt wurde, veröffentlicht.
Die formale Weltpremiere des Serienmodells war auf der IAA 2009 in Frankfurt am Main. BMW brachte den 5er GT am 24. Oktober 2009 auf den Markt. Der Einstiegspreis in Deutschland betrug (Stand: November 2011) 55.900 € (inkl. 19 % MwSt.).
Beim Marktstart in den USA erwartete der dortige Importeur einen jährlichen Absatz von 4000 bis 8000 Einheiten pro Jahr. Tatsächlich wurden 2848 Fahrzeuge im Jahr 2010 und 720 in den ersten vier Monaten des Jahres 2011 abgesetzt.
2013 wurde das Modell überarbeitet; formale Premiere der Überarbeitung war erneut die IAA. Nach knapp 150.000 Einheiten wurde er Ende 2017 vom BMW 6er Gran Turismo (G32) ersetzt.
Der 5er Gran Turismo hat erhöhte Sitzplätze und als erster viertüriger BMW rahmenlose Seitenfenster. Die Scheinwerfer enthalten Koronaringe in LED-Technik. Der Front- und Heckbereich orientiert sich am BMW F01. Es ist das erste Modell von BMW, das an einen Van erinnert und weniger dynamisch ausgelegt ist.

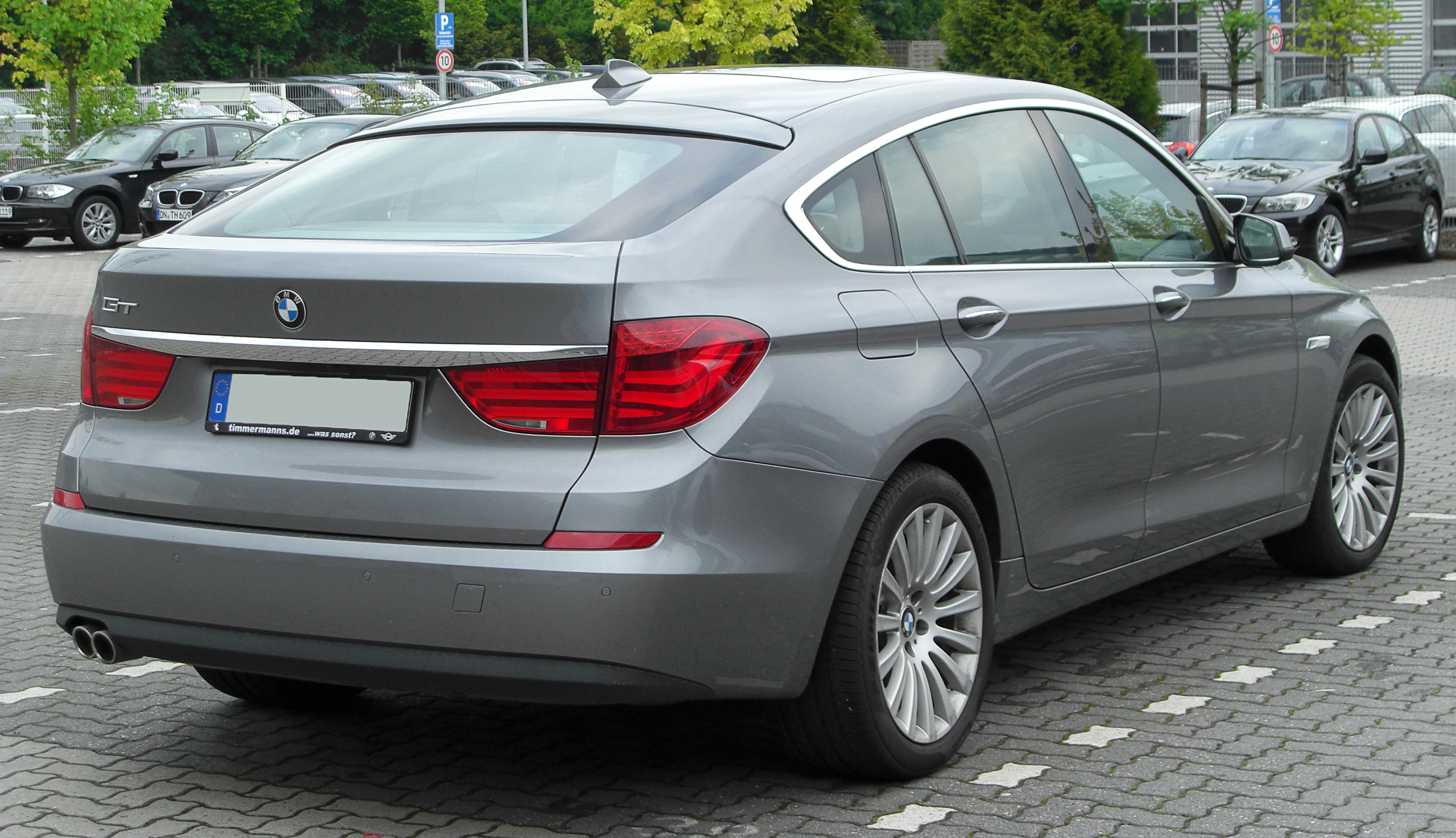
Heckansicht
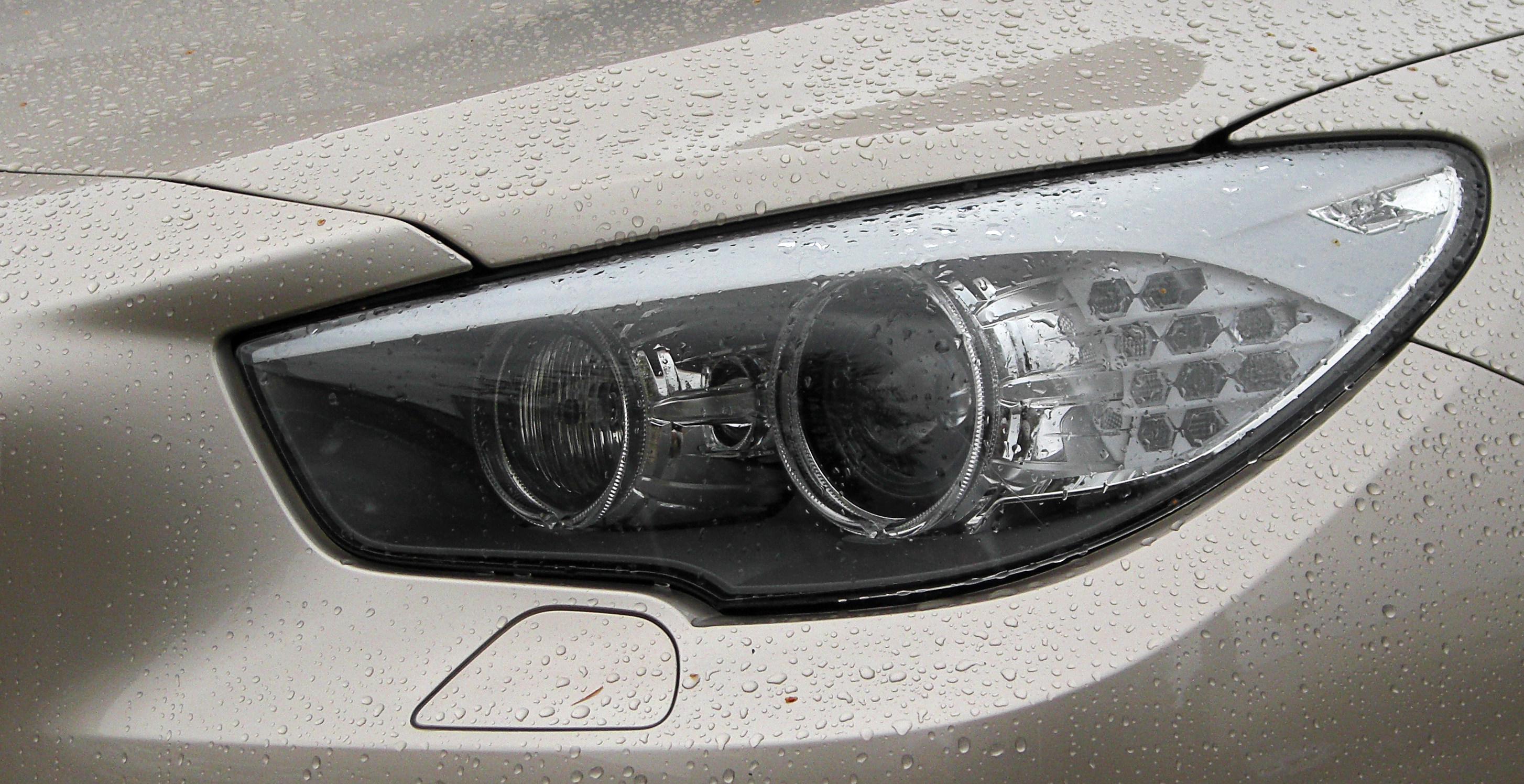
Scheinwerfer
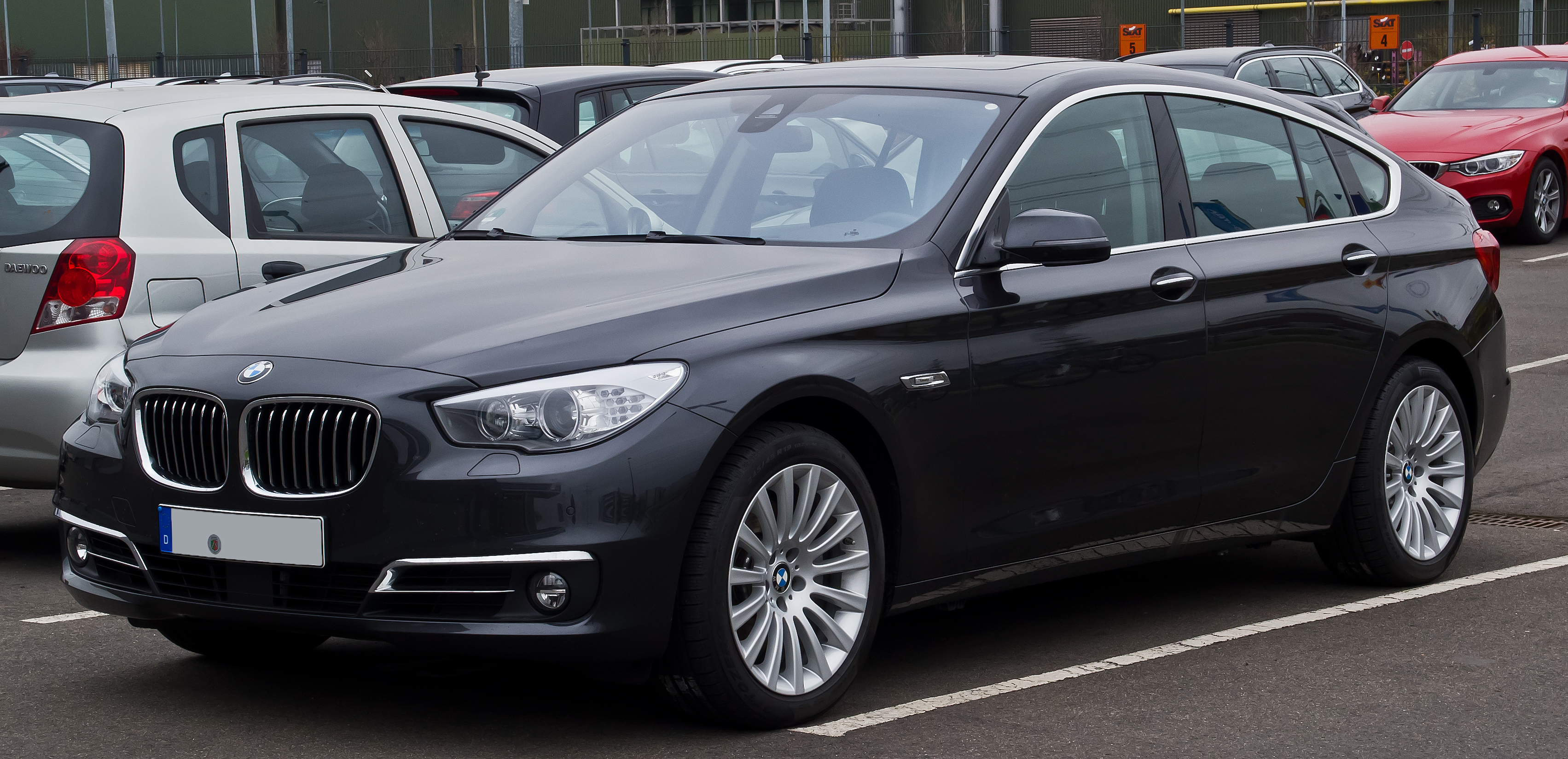
BMW 530d xDrive GT Luxury Line (2013–2017)
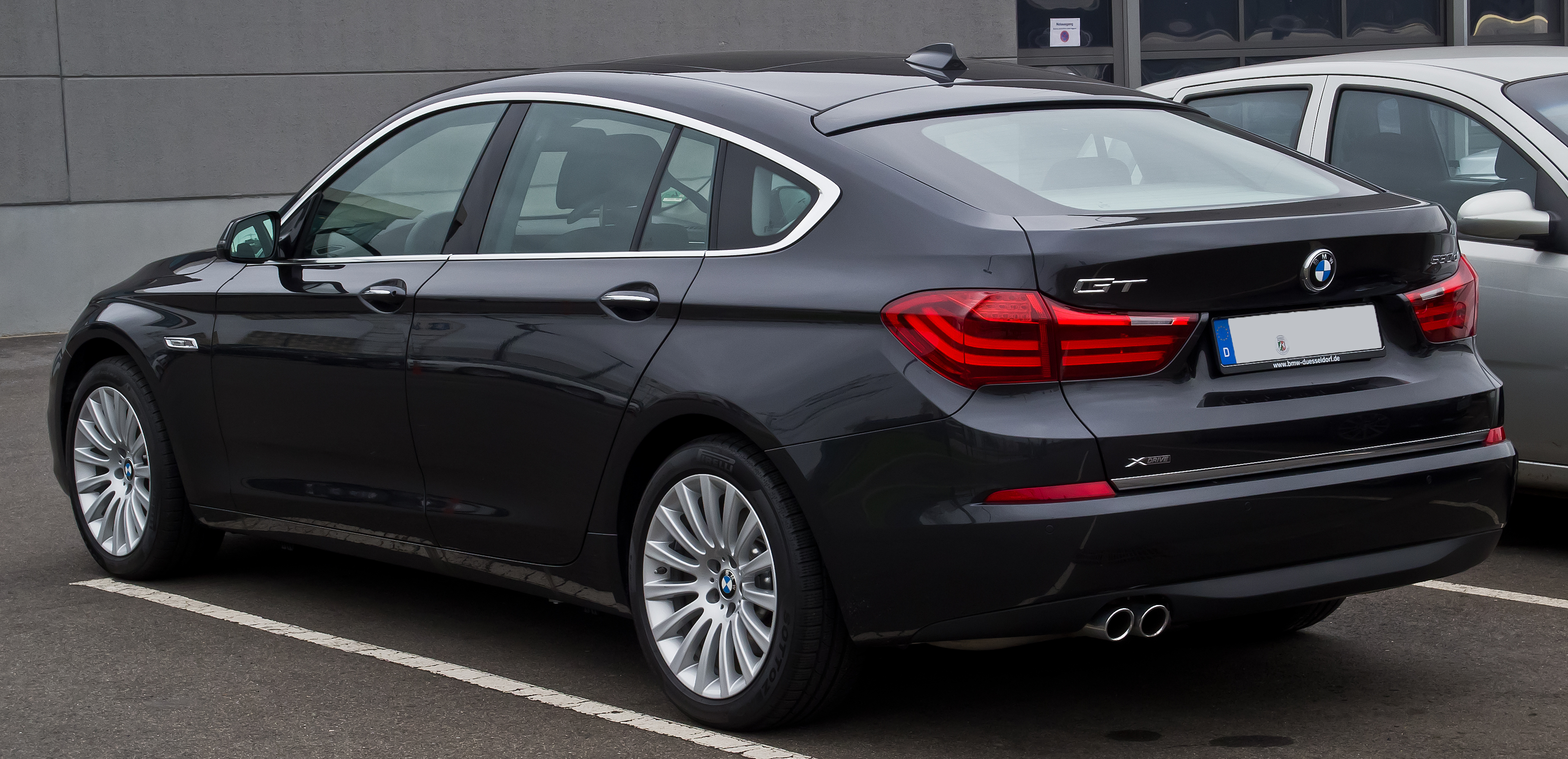
Heckansicht

### Ausstattung
Anstatt klassischer Instrumente besteht das Cockpit aus einem Display im Instrumententräger, auf dem Chromringe aufgeklebt sind. Der TFT-Bildschirm für das Infotainmentsystem iDrive in der Mitte des Armaturenbretts hat eine Diagonale von 7 Zoll (bei Navigationssystem Professional: 10,2 Zoll).
Die serienmäßige „Fahrdynamik Control“ mit den Stufen „Normal“, „Sport“ und „Sport +“ beeinflusst neben der Getriebeschaltdynamik auch die Gaspedal- und die Lenkunterstützungskennlinie. In Verbindung mit dem optionalen „Adaptive Drive“ (mit Wankstabilisierung) werden auch die unabhängig voneinander verstellbaren Stoßdämpfer in den Regelungsumfang einbezogen, zudem ist dann ein „Comfort“-Modus verfügbar. In der Einstellung „SPORT+“ sowie im Traktionsmodus greift die Fahrstabilitätsregelung DSC später ein.
Die aufpreispflichtigen Bi-Xenon-Doppelscheinwerfer enthalten ein Tagfahrlicht in LED-Technik sowie adaptives Kurvenlicht mit Lichtverteilung und Abbiegelicht.
Auch gibt es im 5er GT – teilweise gegen Aufpreis – mehrere Fahrerassistenzsysteme wie:
- Abstandsregeltempomat mit Stop-&-Go-Funktion (automatische Beschleunigung aus dem Stand und Abbremsen bis zum Stillstand)
- Spurwechselassistent
- Spurhalteassistent
- Nachtsicht-Assistent mit Personenerkennung
- Head-Up-Display
- xDrive
- Rückfahrkamera
- SideView, zwei Kameras in der Frontstoßstange, die nach links und rechts blicken
- TopView, zwei zusätzliche Kameras in den Außenspiegeln, die TopView-Kameras, die Rückfahrkamera und die PDC-Sensoren erstellen ein Gesamtbild des Fahrzeuges sowie von seinem Umfeld und zeigen es aus der Vogelperspektive
- eine Tempolimit-Anzeige. Hierfür prüft eine Kamera Straßenschilder mit Geschwindigkeitsbeschränkungen. Diese werden im Tachometer sowie Head-Up-Display angezeigt.

Bei vergleichbarer Ausstattung war der 5er GT etwa 3000 € teurer als ein 5er Touring (E61).

### Karosserie
Die Fondsitzbank ist in der Serie dreiteilig und kann durch zwei elektrisch verstellbare Einzelsitze ersetzt werden. Die Beinfreiheit im Fond entspricht der des 7ers, während die Kopffreiheit der im X5 (E70) ähnelt. Im Kofferraum finden je nach Position der um bis zu 100 Millimeter verschiebbaren Rücksitze zwischen 440 und 590 Liter Gepäck Platz. Werden die Rücksitze und die Trennwand umgelegt, bildet sich eine vorne leicht geneigte, hinten ebene Ladefläche, die bis zu 1700 Liter (5er Touring maximal 1650 Liter) Ladevolumen aufnimmt. Die Heckklappe ist zweigeteilt und kann mit der des Škoda Superb verglichen werden.
Der cw-Wert beträgt 0,29.

## Sicherheit
Neben Antiblockiersystem (ABS) einschließlich Bremsassistent und Cornering Brake Control (CBC) sind Gurtstraffer und Gurtkraftbegrenzer sowie ein elektronisches Stabilitätsprogramm (DSC) mit Antriebsschlupfregelung (ASC+T) vorhanden. Ferner gibt es acht Airbags (Fahrer/Beifahrer, Seitenairbags und durchgehende Kopfairbags). Die vorderen Sitze sind mit unfallaktiven Kopfstützen ausgestattet, die bei einem Heckaufprall die Gefahr eines Schleudertraumas verringern sollen. Ebenso sind Reifen mit Notlaufeigenschaften und Reifen-Pannen-Anzeige vorhanden. Zur Serienausstattung gehören auch Nebelscheinwerfer und adaptives Bremslicht.

## Motorisierungen
Zur Markteinführung war der 5er Gran Turismo in drei Motorvarianten erhältlich. Zwei turbogeladene Ottomotoren mit 3,0 und 4,4 Liter Hubraum und ein 3-Liter-Reihensechszylinder-Dieselmotor. Im Frühjahr 2010 ergänzte der 535d die Motorenpalette. Die Sechs- und Achtzylinder-Motorisierungen sind auch in der Allradversion xDrive erhältlich.
Die Ottomotoren besitzen eine strahlgeführte Benzindirekteinspritzung (High Precision Injection). Die Dieselmotormodelle haben serienmäßig einen Partikelfilter. Alle Motoren erfüllen mindestens die Abgasnorm EU5.

## Umwelt
Unter dem Begriff BMW EfficientDynamics sind mehrere technische Neuerungen zusammengefasst, die weniger Kraftstoffverbrauch bei gleichzeitig gesteigerter Leistung bewirken. Das serienmäßige Achtgang-Automatikgetriebe von ZF Friedrichshafen soll den Kraftstoffverbrauch gegenüber der herkömmlichen Sechsgang-Automatikgetrieben um bis zu 6 % senken.

## Versuchsfahrzeuge mit alternativen Antrieben

### Plugin-Hybridantrieb
Im Jahr 2014 zeigte der Hersteller mit dem „Power eDrive Concept“-Prototyp ein Fahrzeug mit Plug-In-Hybridantrieb. Es hat einen Ottomotor aus der Motorenbaureihe BMW B38 mit einer maximalen Leistung von 160 kW (218 PS), einen 125-kW-Elektromotor an der Vorderachse und einen 200-kW-Elektromotor an der Hinterachse. Die Systemleistung beträgt über 440 kW (598 PS).

### Brennstoffzellenantrieb
2015 machte BMW bekannt, dass eine kleine 5er-GT-Versuchsflotte mit der Brennstoffzelle des Toyota Mirai ausgerüstet worden ist. Der von BMW entwickelte doppelwandige, röhrenförmige Wasserstofftank ist im Kardantunnel platziert und ermöglicht Reichweiten über 500 km. Der Elektromotor für den Antrieb leistet 180 kW (245 PS) und überträgt seine Leistung an die Hinterachse.

## Technische Daten
|                                                                 | 535i Gran Turismo               | 550i Gran Turismo          | 550i Gran Turismo          | 520d Gran Turismo                                  | 530d Gran Turismo                                     | 530d Gran Turismo                                     | 535d Gran Turismo                                     | 535d Gran Turismo                                     |
| --------------------------------------------------------------- | ------------------------------- | -------------------------- | -------------------------- | -------------------------------------------------- | ----------------------------------------------------- | ----------------------------------------------------- | ----------------------------------------------------- | ----------------------------------------------------- |
| Bauzeitraum                                                     | 10/2009–05/2017                 | 10/2009–06/2012            | 06/2012–05/2017            | 06/2012–05/2017                                    | 10/2009–06/2012                                       | 06/2012–05/2017                                       | 10/2009–06/2012                                       | 06/2012–05/2017                                       |
| Motorart                                                        | Ottomotor                       | Ottomotor                  | Ottomotor                  | Dieselmotor                                        | Dieselmotor                                           | Dieselmotor                                           | Dieselmotor                                           | Dieselmotor                                           |
| Motorbauart                                                     | R6                              | V8                         | V8                         | R4                                                 | R6                                                    | R6                                                    | R6                                                    | R6                                                    |
| Gemischaufbereitung                                             | Benzindirekteinspritzung        | Benzindirekteinspritzung   | Benzindirekteinspritzung   | Common-Rail-Direkteinspritzung                     | Common-Rail-Direkteinspritzung der dritten Generation | Common-Rail-Direkteinspritzung der dritten Generation | Common-Rail-Direkteinspritzung der dritten Generation | Common-Rail-Direkteinspritzung der dritten Generation |
| Motoraufladung                                                  | Twin-Scroll-Abgasturbolader (1) | Bi-Abgasturbolader (2)     | Bi-Abgasturbolader (2)     | ein Abgasturbolader mit variable Turbinengeometrie | ein Abgasturbolader mit variable Turbinengeometrie    | ein Abgasturbolader mit variable Turbinengeometrie    | zwei Abgasturbolader mit variable Turbinengeometrie   | zwei Abgasturbolader mit variable Turbinengeometrie   |
| variable Ventilsteuerung                                        | Valvetronic                     | –                          | Valvetronic                | –                                                  | –                                                     | –                                                     | –                                                     | –                                                     |
| Motortyp                                                        | N55B30                          | N63B44                     | N63B44TÜ                   | N47D20                                             | N57D30                                                | N57D30                                                | N57D30                                                | N57D30                                                |
| Hubraum                                                         | 2979 cm³                        | 4395 cm³                   | 4395 cm³                   | 1995 cm³                                           | 2993 cm³                                              | 2993 cm³                                              | 2993 cm³                                              | 2993 cm³                                              |
| Leistung bei min−1                                              | 225 kW (306 PS)/ 5800–6400      | 300 kW (408 PS)/ 5500–6400 | 330 kW (450 PS)/ 5500–6000 | 135 kW (184 PS)/ 4000                              | 180 kW (245 PS)/ 4000                                 | 190 kW (258 PS)/ 4000                                 | 220 kW (299 PS)/ 4400                                 | 230 kW (313 PS)/ 4300                                 |
| Drehmoment bei min−1                                            | 400 Nm/ 1200–5000               | 600 Nm/ 1750–4500          | 650 Nm/ 2000–4500          | 380 Nm/ 1750–3000                                  | 540 Nm/ 1750–3000                                     | 560 Nm/ 1500–3000                                     | 600 Nm/ 1500–2500                                     | 630 Nm/ 1500–2500                                     |
| Getriebe, serienmäßig                                           | 8-Gang-Automatikgetriebe        | 8-Gang-Automatikgetriebe   | 8-Gang-Automatikgetriebe   | 8-Gang-Automatikgetriebe                           | 8-Gang-Automatikgetriebe                              | 8-Gang-Automatikgetriebe                              | 8-Gang-Automatikgetriebe                              | 8-Gang-Automatikgetriebe                              |
| Antrieb, serienmäßig                                            | Hinterradantrieb                | Hinterradantrieb           | Hinterradantrieb           | Hinterradantrieb                                   | Hinterradantrieb                                      | Hinterradantrieb                                      | Hinterradantrieb                                      | Hinterradantrieb                                      |
| Antrieb, optional                                               | Allradantrieb (xDrive)          | Allradantrieb (xDrive)     | Allradantrieb (xDrive)     | –                                                  | Allradantrieb (xDrive)                                | Allradantrieb (xDrive)                                | Allradantrieb (xDrive)                                | Allradantrieb (xDrive)                                |
| Beschleunigung, 0–100 km/h in s                                 | 6,3 (6,3)                       | 5,5 (5,4)                  | 5,0 (4,8)                  | 8,9                                                | 6,9 (6,9)                                             | 6,2 (6,2)                                             | 6,1 (6,0)                                             | 5,7 (5,6)                                             |
| Höchstgeschwindigkeit in km/h                                   | 250 (3)                         | 250 (3)                    | 250 (3)                    | 213                                                | 240 (235)                                             | 245 (242)                                             | 250 (3)                                               | 250 (3)                                               |
| Kraftstoffverbrauch nach EWG-Richtlinie, kombiniert in l/100 km | 8,9 (9,3)                       | 11,2 (11,8)                | 9,2 (9,6)                  | 5,3                                                | 6,5 (6,9)                                             | 5,8 (6,2)                                             | 6,7 (7,1)                                             | 5,9 (6,4)                                             |
| CO2-Emission, kombiniert in g/km                                | 209 (216)                       | 263 (275)                  | 214 (224)                  | 139                                                | 173 (183)                                             | 153 (163)                                             | 175 (187)                                             | 154 (168)                                             |
| Abgasnachbehandlung, PM                                         | –                               | –                          | –                          | Dieselrußpartikelfilter                            | Dieselrußpartikelfilter                               | Dieselrußpartikelfilter                               | Dieselrußpartikelfilter                               | Dieselrußpartikelfilter                               |
| Abgasnorm nach EU-Klassifikation                                | Euro 5                          | Euro 5                     | Euro 5                     | Euro 5                                             | Euro 5                                                | Euro 6                                                | Euro 5                                                | Euro 6                                                |
| Leergewicht in kg                                               | 2015 (2070)                     | 2135 (2205)                | 2145 (2215)                | 1950                                               | 2035 (2090)                                           | 2015 (2085)                                           | 2045 (2110)                                           | 2045 (2115)                                           |
| Tankinhalt                                                      | ca. 70 l                        | ca. 70 l                   | ca. 70 l                   | ca. 70 l                                           | ca. 70 l                                              | ca. 70 l                                              | ca. 70 l                                              | ca. 70 l                                              |

* Werte in runden Klammern ( ) gelten für Fahrzeuge mit Allradantrieb xDrive.